# Alexandre Pichot
Pour les articles homonymes, voir Pichot.

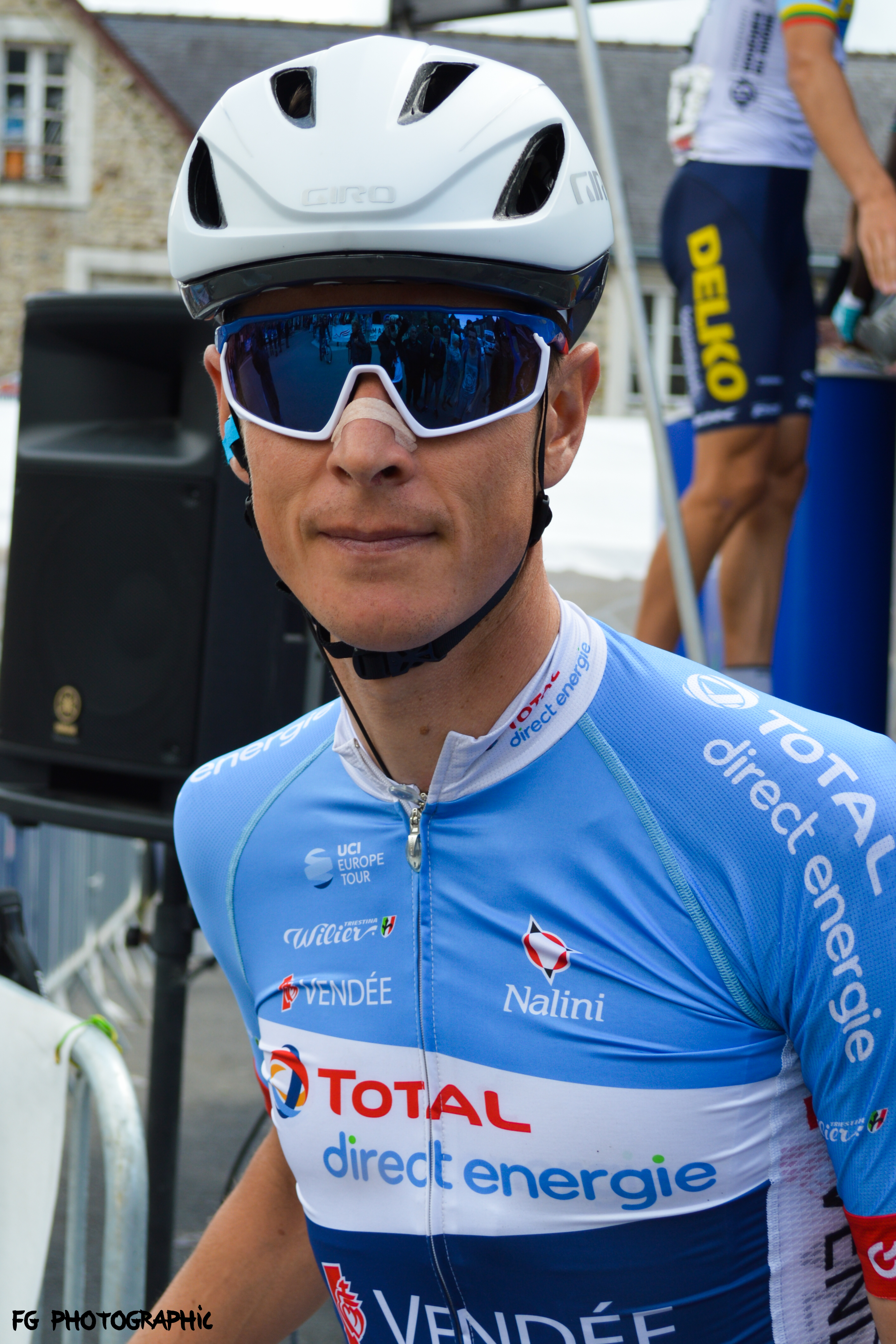
Alexandre PICHOT - Juin 2019

Alexandre Pichot, né le 6 janvier 1983 à Caen, est un coureur cycliste français. Professionnel de 2006 à 2019 au sein de la même structure, il a participé à cinq grands tours, dont deux Tours de France en 2009 et 2014.

## Biographie
Alexandre Pichot court en juniors à l'Union cycliste Alençon-Damigny, dans l'Orne.
Il est devenu professionnel en 2006 dans l'équipe cycliste Bouygues Telecom. Durant sa carrière, il occupe un rôle d'équipier, puis de capitaine de route.
En 2008, le club de l'Eure « le Souvenir Daniel Laborne » a organisé la première édition de La Alexandre Pichot, course cyclosportive de 150 km, au départ de L'Aigle (Saint-Sulpice-sur-Risle) dont le circuit est entièrement tracé dans le bocage ornais. 
En 2009, il monte sur le podium de Cholet-Pays de Loire, en prenant la troisième place. En 2012, il se classe huitième du Grand Prix E3, son meilleur résultats sur une classique du World Tour.
Au mois d'octobre 2016, il prolonge le contrat qui le lie à l'équipe continentale professionnelle Direct Énergie.
En fin d'année 2019, il annonce arrêter sa carrière de coureur à 36 ans, après 14 saisons dans les équipes de Jean-René Bernaudeau. 
Depuis sa retraite, il s'est illustré en course à pied avec notamment comme records, 32'10 sur 10km, 1h10'04 sur semi-marathon et 2h30'14 à La Rochelle.
Il est actuellement dans le staff de l'équipe Total Energie et occupe la fonction de chauffeur du bus.

## Palmarès

### Palmarès amateur
- 2000
  - 3e du Chrono des Nations juniors
- 2001
  - 3e de La Bernaudeau Junior
  - 3e de la Ronde des vallées
- 2002
  - Paris-Chalette[5]
- 2003
  - 2e étape du Circuit des Ardennes
  - 3e étape du Tour de Guadeloupe
  - 3e du Circuit de la vallée de la Loire
- 2005
  - 1re étape du Tour du Canton de Saint-Ciers
  - 3e du Grand Prix de Waregem

### Palmarès professionnel
- 2009
  - 3e de Cholet-Pays de Loire
- 2012
  - 8e du Grand Prix E3

## Résultats sur les grands tours

### Tour de France
2 participations
- 2009 : 117e
- 2014 : 107e

### Tour d'Italie
1 participation
- 2007 : 125e

### Tour d'Espagne
2 participations
- 2008 : non-partant (10e étape)
- 2010 : 121e

## Classements mondiaux
| Année           | 2010 | 2011 | 2012 | 2013 | 2014 | 2015  |
| --------------- | ---- | ---- | ---- | ---- | ---- | ----- |
| UCI World Tour  |      |      |      |      | nc   |       |
| UCI Europe Tour | 492e | 816e | 475e | 484e |      | 1125e |